# سموكين آسيس
سموكين آسيس (بالإنجليزية: Smokin' Aces)‏ هو فيلم كوميدي وأكشن أمريكي أُصدر عام 2006، وهو من كتابة وإخراج جو كارنهان. يركز الفيلم على مطاردة ساحر لاس فيغاس الذي تحول إلى مخبر المافيا روبرت 'بادي آسيس' إسرائيل (جيريمي بايفن)، والذي يتم وضع مكافأة قدرها مليون دولار عليه. يتضمن أبطال الفيلم أيضاً رايان رينولدز، وبن أفليك، وجيسون بيتمان، وكومن، وأندي غارسيا، وأليشيا كيز، وتاراجي بيندا هينسون، وراي ليوتا، وكريس باين، وماثيو فوكس، وجميعهم شاركوا في البطولة كأفراد مختلفين يحاولون إما أسر إسرائيل أو قتله أو حمايته.
يُعتبر الفيلم أول دور رسمي لكل من كيز وكومن. وقد صُوِّر في بحيرة تاهو وصُور بشكل أساسي في كازينو ومنتجع مونتبلو، والذي سُمي باسم "نوماد كازينو" في الفيلم. تلقي الفيلم مراجعات مُختلطة، محققًا 57 مليون دولار في شباك التذاكر. تبعه البادئة سموكين آسيس 2: حلقة القتلة (2010)، والذي أنتجه كارنهان وشارك في كتابته أيضاً.

## القصة
يختبئ ساحر لاس فيغاس ورجل العصابات الطموح بادي "آسيس" إسرائيل في فندق بحيرة تاهو بينما يعقد وكيله صفقة حصانة مُحتملة مع نائب مدير الإف.بي.آي ستانلي لوك. يعلم الوكيلان الخاصان ريتشارد ميسنر ودونالد كاروثرز أن رئيس المافيا المريض بريمو سبارازا أصدر مكافأة قدرها مليون دولار علي إسرائيل وأرسل "سويديًا" غامضًا لإحضار قلب إسرائيل له. يسعى عدد من القتلة أيضًا إلى الحصول على المكافأة: سيد التنكر لازلو سوت؛ القاتلتان المأجورتان شاريس واترز وجورجيا سايكس، واللتان استأجرهما الرجل الثاني لسبارازا؛ المرتزق باسكال أكوستا؛ والإخوان المضطربين من النازيين الجدد داروين، وجيفيز، وليستر تريمور.
يرسل لوك ميسنر وكاروثرز لأخذ إسرائيل إلى الحجز الوقائي. استأجرت شركة المحاماة التي أصدرت المكافأة علي إسرائيل دافعي الكفالات جاك دوبري، و"بيستول" بيت ديكس، وهوليس إلمور للقبض عليه أيضًا. يتعرض رجال الضمانات هؤلاء للهجوم من قِبل رجال تريمور، ولا يهرب إلا إلمور حياً. يزور ميسنر مسرح الجريمة بينما يتوجه كاروثرز إلى الفندق، الذي تسلل إليه كل من القتلة. يتعرف كاروثرز على أكوستا، متنكرًا في زي ضابط أمن، في مصعد وكلاهما يُصاب بجروح قاتلة في تبادل إطلاق النار الذي أعقب ذلك.
يصل سوت إلى سقيفة إسرائيل، متظاهرًا بأنه تابعه هوغو. يواجه السير آيفي، الرجل الثاني لإسرائيل، إسرائيل لموافقته على إبلاغ آيفي والوفد المرافق له كجزء من صفقة الإقرار بالذنب، ويُخضع لأمن الفندق. في لوس أنجلوس، ينسحب لوك فجأة من الصفقة مع إسرائيل ويأمر بعدم إخبار ميسنر وكاروثرز. يصل الإخوة تريمور إلى طابق السقيفة ويهاجمون فريق الأمن وآيفي، والذي يقتل جيفيز وليستر. يحاول إسرائيل، عندما يعلم أن لوك أنهى صفقة الإقرار بالذنب، الانتحار.
عند العثور على كاروثرز وإكوستا، يتم محاصرة سايكس عندما يقوم ميسنر بإعداد موقعًا حول المصعد. توفر واترز غطاء من فندق قريب ببندقية قنص M82، متفوقةً على فريق ميسنر. جرح إكوستا سايكس، ولكن أطلق عليه كاروثرز المحتضر النار. معتقدةً أن سايكس ماتت، تواصل واترز إطلاق النار على مكتب التحقيقات الفيدرالي. تهرب سايكس إلى السقيفة، حيث أوقفت داروين تريمور قبل أن يتمكن من قتل آيفي. يهرب تريمور، ويوقف ميسنر، الذي انصدم بشدة لموت كاروثرز، آيفي وسايكس على الدرج لكنه يتركهما يذهبان. مع رؤيتها الإثنان على قيد الحياة وحران من خلال منظار بندقيتها، تم إطلاق النار على واترز من قِبل الإف.بي.آي.
نزل لوك وفريقه إلى الفندق ونقلوا إسرائيل إلى المستشفى. يهرب سوت، بينما يتم نقل إكوستا بعيدًا على عربة نقالة، ولا يزال على قيد الحياة، ويتم إطلاق النار على داروين من قِبل إلمور. في المستشفى، يعلم ميسنر الحقيقة من لوك: السويدي هو جراح قلب بارز، وقد تم استئجار سوت لإحضار قلب إسرائيل كعملية زرع لسبارازا؛ إسرائيل هو ابن سبارازا غير الشرعي والمتبرع الأكثر توافقًا. تم الكشف عن سبارازا ليكون فريمان هيلر، عميل سري سابق في مكتب التحقيقات الفيدرالي كان يُعتقد أنه قُتل على يد المافيا. في الواقع، حاول مكتب التحقيقات الفدرالي قتل هيلر لطمس الخطوط الفاصلة بين العصابة والوكيل. نجا هيلر، واعتمد بشكل دائم هوية سبارازا.
يغضب ميسنر من الموت غير الضروري لكاروثرز وزملائه العملاء، وخطة لوك لإكمال عملية الزرع، مضحيًا بإسرائيل لإنقاذ سبارازا ومستغلاً عقوده من العمليات الإجرامية. أُمر ميسنر بالالتزام بالهدوء، لكنه بدلاً من ذلك يحبس نفسه في غرفة العمليات وينزع من إسرائيل وسبارازا أجهزة دعم الحياة، مما أسفر عن مقتل كليهما. بينما كان لوك ورجاله يحاولون يائسين اقتحام المكان، وضع ميسنر بندقيته وشارته على الأرض، مستقيلًا على ما يبدو من الإف.بي.آي.

## طاقم التمثيل
- بن أفليك في دور جاك دوبري، ضابط الكفالة في لاس فيغاس السائم من الحياة، والذي تم استئجاره لإحضار بادي إسرائيل من بحيرة تاهو ورؤية أنه سيظهر أمام المحكمة في المرة القادمة.
- رايان رينولدز في دور ريتشارد ميسنر، عميل خاص لمكتب التحقيقات الفيدرالي مُكلف بحماية إسرائيل والتأكد من شهادته.
- أندي غارسيا في دور ستانلي لوك، نائب مدير مكتب التحقيقات الفيدرالي والوكيل الذي يرأس القضية ضد سبارازا.
- كريس باين في دور داروين تريمور، الأكبر بين الأخوة تريمور، ثلاثي من الريف البيض، ومجانين السرعة، وقتلة حليقي الرؤوس من النازيين الجدد مع ميل إلى تكتيكات الأرض المحروقة. يسمعون عن الضربة على إسرائيل ويقررون التركيز علي الأكشن.
- كومن في دور "السير آيفي"، رئيس أمن إسرائيل.
- جيريمي بايفن في دور روبرت 'بادي آسيس' إسرائيل: ساحر فاشل ومتعاطي مخدرات استُهدف بالاغتيال.
- راي ليوتا في دور دونالد كاروثرز، شريك ميسنر.
- تومي فلانغان في دور لازلو سوت، قاتل هنغاري أسطوري وخبير في التنكر يرتدي أقنعة اللاتكس الواقعية. يوافق على قتل إسرائيل وإحضار قلبه إلى سبارازا.
- جوزيف روسكين في دور بريمو سبارازا، رئيس عصابة متقدم في السن في لاس فيغاس.
- مايك فالكو في دور فريمان هيلر، عميل فيدرالي أسطوري كان أول من تسلل بنجاح إلى المافيا.
- أليكس روكو في دور سيدني سيرنا، الرجل الثاني لسبارازا الذي يخطط مع فيكتور 'بيبي باز' باديش للسيطرة على المافيا.
- ديفيد بروفال في دور فيكتور 'بيبي باز' باديش، وهو كابو كبير في المافيا ويخطط مع سيدني سيرنا للسيطرة على المافيا.
- أليشيا كيز في دور جورجيا سايكس، قاتلة مأجورة. قام سيرنا بتأجيرها هي وشريكتها، شاريس واترز، لخطف إسرائيل من الفندق الذي يقيم فيه قبل أن يتمكن سوت من قتله.
- تاراجي بي. هينسون في دور شاريس واترز، قاتلة مأجورة وشريكة جورجيا سايكس.
- نيستور كاربونيل في دور باسكوالي "إل استراغو" إكوستا، مرتزق إسباني مشهور بحبه للتعذيب وقيامه بقضم أطراف أصابعه أثناء احتجازه في خدمة الـSAS لتجنب التعرف عليه من قِبل الإنتربول. يسمع عن العقد على إسرائيل ويحاول جمعها بنفسه. في الفيلم يقولون أن لقبه "إل استراغو" أي "الطاعون" باللغة الإسبانية. لقبه مُترجم علي أن يعني أنه "الضرر".
- كيفن دوراند في دور جيفيس تريمور، الأضخم والأصغر في الأخوة تريمور.
- موري ستيرلنج في دور ليستر تريمور، الأضأل بين الأخوة تريمور.
- كورتيس أرمسترونغ في دور موريس ميكلن، مدير أعمال إسرائيل والمحامي بالنيابة عنه.
- جيسون بيتمان في دور روبرت "ريب" ريد، محامي غير آمن، أشعث، وسئ مع أي عدد من الشذوذ والإدمان. قام مكتب المحاماة الخاص به بإنقاذ إسرائيل من السجن، لذلك قام بتأجير صائدي المكافآت، جاك دوبري، و"بيستول" بيت ديكس، وهوليس إلمور، لاستعادته قبل أن يقفز رسميًا ويصادرون الكفالة.
- فلاديمير كيلاسح في دور الدكتور سفين "السويدي" إنجستروم، يخشى أن يكون قاتلاً غامضاً، ولكنه في الواقع جراح قلب مشهور.
- بيتر بيرغ في دور بيتر "بيستول بيت" ديكس، شرطي أخلاق سابق في لاس فيغاس طُرد من القوة بتهمة الفساد. يستأجره دوبري هو وشريكه هوليس لمساعدته على استعادة إسرائيل.
- مارتن هندرسون في دور هوليس إلمور، شرطي أخلاق سابق في لاس فيغاس وشريك بيستول بيت. لم يكن فاسدًا، لكنه تحمل المسؤولية على أي حال بسبب تمسكه ببيت.
- جويل إجيرتون في دور هوغو كروب، حارس شخصي من أوروبا الشرقية وعالة.
- كريستوفر مايكل هولي في دور "بيني"، القواد المُفضل لدى إسرائيل. تم الكشف في سموكين آسيس 2: حلقة القتلة أن "بيني" هو في الواقع اسم مستعار. اسمه الحقيقي هو مالكولم ليتل، وهو عميل سري لمكتب التحقيقات الفدرالي.
- دافينيا مكفادين في دور لوريتا وايمان، مديرة جورجيا وشاريس.
- ماثيو فوكس في دور بيل، رئيس الأمن في فندق بحيرة تاهو حيث تحدث معظم الأحداث.

ظهر واين نيوتن كضيف شرف بشخصيته الحقيقية. ظهر جو كارنهان، كاتب ومخرج الفيلم، كضيف شرف كلص مسلح في بداية الفيلم.

## وصلات خارجية
- سموكين آسيس على موقع IMDb (الإنجليزية)
- سموكين آسيس على موقع ميتاكريتيك (الإنجليزية)
- سموكين آسيس على موقع روتن توميتوز (الإنجليزية)
- سموكين آسيس على موقع نتفليكس (الإنجليزية)
- سموكين آسيس على موقع قاعدة بيانات الأفلام العربية
- سموكين آسيس على موقع ألو سيني (الفرنسية)
- سموكين آسيس على موقع Turner Classic Movies (الإنجليزية)
- سموكين آسيس على موقع أول موفي (الإنجليزية)
- سموكين آسيس على موقع بوكس أوفيس موجو (الإنجليزية)
- سموكين آسيس على موقع فيلمافينيتي (الإسبانية)